# Lokvica (Słowenia)
Lokvica – wieś w Słowenii, w gminie Miren-Kostanjevica. W 2018 roku liczyła 78 mieszkańców.